# Шчара
Шчара (на беларуски: Шчара; на руски: Щара) е река, протичаща по територията на Брестка и Гродненска област в Беларус, ляв приток на Неман. Дълга е 325 km, а площта на водосборния ѝ басейн е 9990 km².
Река Шчара води началото си от южното подножие на Беларуското възвишение, в северната част на Брестка област на Беларус, на 193 m н.в., в село Визорок, на около 20 km северно от град Барановичи. В горното си течение тече в южна посока, а северно от езерото Вигоновско завива на запад. Преди Домановското водохранилище завива на север-северозапад и запазва това направление до устието си. Влива се отляво в река Неман, на 1 km североизточно от село Новоселки, Гродненска област, на 110 m н.в.
Основните притоци на Шчара са: леви – Ведма (35 km), Гривда (85 km), Луконица (32 km), Сипа (26 km); десни – Мишанка (109 km), Иса (62 km), Лохозва (29 km). Има смесено подхранване с преобладаване на снежното. Средният годишен отток на 63 km от устието на реката е 31 m³/s. Заледява се в периода от ноември до януари, а се размразява от края на февруари до началото на април. Чрез езерото Вигоновско и Огинския канал е свързана с река Яселда, ляв приток на Припят, която е десен приток на Днепър. Последните 220 km е шлюзована и от село Битен (Брестка област) до устието е плавателна за плиткогазещи съдове. На река Шчара в Гродненска област е разположен град Слоним.